# Championnat d'Allemagne féminin de football 2005-2006
Navigation
Édition précédente Édition suivante
La Frauen-Bundesliga 2005-2006 est la 33e édition du championnat d'Allemagne féminin de football.
Le premier niveau du championnat féminin oppose douze clubs allemands en une série de vingt-deux rencontres jouées durant la saison de football. La compétition débute le 14 août 2005 et s'achève le 5 juin 2006.
La première place du championnat est qualificative pour la Coupe féminine de l'UEFA alors que les deux dernières places sont synonymes de relégation en 2. Frauen-Bundesliga.
Lors de l'exercice précédent, le FFC Brauweiler Pulheim et le VfL Sindelfingen ont gagné le droit d'évoluer dans cette compétition après avoir fini premiers de leurs groupes respectifs de 2. Frauen-Bundesliga.
Le FFC Francfort, champion en 2005, est quant à lui, le seul représentant allemand à rejoindre en Coupe féminine de l'UEFA 2005-2006 le FFC Turbine Potsdam, le tenant du titre de la compétition.
À l'issue de la saison, le FFC Turbine Potsdam décroche le deuxième titre de champion d'Allemagne de son histoire. Dans le bas du classement, le VfL Sindelfingen et le FSV Francfort, sont relégués.
| \| SC Bad Neuenahr Bayern Munich FFC Brauweiler Pulheim FCR Duisbourg SG Essen-Schönebeck FFC Francfort FSV Francfort SC Fribourg Hambourg SV FFC Heike Rheine VfL Sindelfingen FFC Turbine Potsdam \| Localisation des clubs engagés dans le championnat. |
| SC Bad Neuenahr Bayern Munich FFC Brauweiler Pulheim FCR Duisbourg SG Essen-Schönebeck FFC Francfort FSV Francfort SC Fribourg Hambourg SV FFC Heike Rheine VfL Sindelfingen FFC Turbine Potsdam                                                           |

## Participants
Ce tableau présente les douze équipes qualifiées pour disputer le championnat 2005-2006. On y trouve le nom des clubs, la date de création du club, l'année de la dernière montée au sein de l'élite, leur classement de la saison précédente, le nom des stades ainsi que la capacité de ces derniers.
Légende des couleurs
- Qualifié pour le second tour de la Coupe féminine de l'UEFA 2005-2006.
- Promu de 2. Frauen-Bundesliga.

| Nom du club            | Date de création | Dernière montée | Cls 2005 | Stade                      | Capacité | Nb T. |
| ---------------------- | ---------------- | --------------- | -------- | -------------------------- | -------- | ----- |
| FFC Francfort          | 1973             | 1990            | 1        | Stadion am Brentanobad     | 5 200    | 5     |
| FCR Duisbourg          | 1977             | 1993            | 2        | PCC-Stadion                | 3 000    | 1     |
| FFC Turbine Potsdam    | 1971             | 1994            | 3        | Karl-Liebknecht-Stadion    | 10 499   | 1     |
| Bayern Munich          | 1970             | 2000            | 4        | Sportpark Aschheim         | 3 000    | 1     |
| SC Bad Neuenahr        | 1907             | 1997            | 5        | Apollinarisstadion         | 4 580    | 1     |
| FSV Francfort          | 1970             | 1990            | 6        | Stadion am Bornheimer Hang | 12 500   | 3     |
| FFC Heike Rheine       | 1986             | 2000            | 7        | Jahnstadion                | 4 009    | /     |
| SC Fribourg            | 1975             | 2001            | 8        | Möslestadion               | 18 000   | /     |
| Hambourg SV            | 1970             | 2003            | 9        | Wolfgang-Meyer-Sportanlage | 2 018    | /     |
| SG Essen-Schönebeck    | 2000             | 2004            | 10       | Stadion Essen              | 20 650   | /     |
| FFC Brauweiler Pulheim | 1974             | 2005            | 2.FB     | Stade inconnu              | -        | 1     |
| VfL Sindelfingen       | 1971             | 2005            | 2.FB     | Floschenstadion            | 5 000    | /     |

## Compétition

### Classement
Le classement est calculé avec le barème de points suivant : une victoire vaut trois points, le match nul un et la défaite zéro.
Les critères utilisés pour départager en cas d'égalité au classement sont les suivants :
1. différence entre les buts marqués et les buts concédés sur la totalité des matchs joués dans le championnat ;
2. plus grand nombre de buts marqués sur la totalité des matchs joués dans le championnat.

| Rang | Équipe                   | Pts | J  | G  | N | P  | Bp  | Bc  | Diff |
| ---- | ------------------------ | --- | -- | -- | - | -- | --- | --- | ---- |
| 1    | FFC Turbine Potsdam C    | 59  | 22 | 19 | 2 | 1  | 115 | 13  | +102 |
| 2    | FCR Duisbourg            | 55  | 22 | 17 | 4 | 1  | 91  | 11  | +80  |
| 3    | FFC Francfort T          | 52  | 22 | 17 | 1 | 4  | 97  | 25  | +72  |
| 4    | SC Bad Neuenahr          | 44  | 22 | 14 | 2 | 6  | 61  | 40  | +21  |
| 5    | Hambourg SV              | 33  | 22 | 10 | 3 | 9  | 42  | 40  | +2   |
| 6    | SG Essen-Schönebeck      | 30  | 22 | 9  | 3 | 10 | 44  | 49  | -5   |
| 7    | SC Fribourg              | 29  | 22 | 9  | 5 | 8  | 45  | 48  | -3   |
| 8    | Bayern Munich            | 27  | 22 | 8  | 3 | 11 | 41  | 48  | -7   |
| 9    | FFC Heike Rheine         | 20  | 22 | 5  | 5 | 12 | 39  | 56  | -17  |
| 10   | FFC Brauweiler Pulheim P | 13  | 22 | 3  | 4 | 15 | 24  | 79  | -55  |
| 11   | VfL Sindelfingen P       | 11  | 22 | 2  | 5 | 15 | 19  | 72  | -53  |
| 12   | FSV Francfort            | 1   | 22 | 0  | 1 | 21 | 5   | 142 | -137 |

| Légende : | Légende : |
| --------- | --- |
|           | Qualifié pour la Coupe féminine de l'UEFA 2006-2007 (Seconde phase de groupes). |
|           | Relégué en 2. Frauen-Bundesliga. |
|           | T Tenant du titre. P Promu de 2. Frauen-Bundesliga. C Vainqueur de la DFB-Pokal Frauen 2005-2006. Pts points ; G victoires ; N matchs nuls ; P défaites Bp buts marqués ; Bc buts encaissés ; Diff différence de buts |

### Résultats
| Résultats (▼dom., ►ext.)                                   | Bad | ByM | Bra  | Dui  | Ess | Fra | Fra  | Fri | Ham | Hei | Sin | Tur  |
| SC Bad Neuenahr                                            |     | 3-1 | 2-2  | 1-9  | 5-0 | 0-4 | 5-0  | 4-0 | 3-0 | 3-1 | 4-1 | 2-1  |
| Bayern Munich                                              | 1-4 |     | 6-2  | 0-0  | 4-0 | 1-8 | 6-0  | 2-0 | 1-0 | 3-0 | 1-1 | 0-5  |
| FFC Brauweiler Pulheim                                     | 0-2 | 1-0 |      | 1-9  | 2-3 | 0-5 | 5-0  | 1-2 | 0-2 | 1-2 | 1-1 | 0-7  |
| FCR Duisbourg                                              | 2-0 | 4-0 | 6-0  |      | 4-0 | 4-0 | 6-0  | 7-1 | 3-0 | 5-0 | 1-0 | 0-0  |
| SG Essen-Schönebeck                                        | 1-2 | 3-2 | 4-0  | 1-5  |     | 1-2 | 4-0  | 0-3 | 3-0 | 2-1 | 4-1 | 1-6  |
| FFC Francfort                                              | 5-3 | 3-0 | 5-1  | 2-2  | 1-0 |     | 17-0 | 6-1 | 9-0 | 4-1 | 8-0 | 2-6  |
| FSV Francfort                                              | 0-8 | 0-3 | 1-3  | 0-4  | 0-7 | 0-7 |      | 0-5 | 0-9 | 1-2 | 1-6 | 0-13 |
| SC Fribourg                                                | 2-2 | 2-3 | 3-2  | 2-2  | 1-1 | 2-1 | 5-0  |     | 3-1 | 2-2 | 2-1 | 0-1  |
| Hambourg SV                                                | 2-1 | 0-0 | 2-0  | 0-3  | 3-3 | 0-3 | 3-1  | 5-0 |     | 2-2 | 3-0 | 1-3  |
| FFC Heike Rheine                                           | 0-3 | 2-2 | 2-2  | 1-4  | 2-3 | 0-2 | 7-0  | 3-3 | 0-2 |     | 5-0 | 0-7  |
| VfL Sindelfingen                                           | 1-3 | 0-5 | 1-1  | 0-10 | 1-1 | 1-3 | 1-1  | 0-6 | 0-3 | 2-1 |     | 1-5  |
| FFC Turbine Potsdam                                        | 7-1 | 3-1 | 13-0 | 2-1  | 5-1 | 2-0 | 16-0 | 4-0 | 1-1 | 5-1 | 3-0 |      |
| - Victoire à domicile - Match nul - Victoire à l'extérieur |     |     |      |      |     |     |      |     |     |     |     |      |

## Bilan de la saison
| Championnat d'Allemagne féminin de football 2005-2006 |                                |
| Champion                                              | FFC Turbine Potsdam (2e titre) |
| Dauphin                                               | FCR Duisbourg                  |
| Coupes et trophées                                    |                                |
| Vainqueur DFB-Pokal Frauen 2005-2006                  | FFC Turbine Potsdam            |
| Qualifications continentales                          |                                |
| Coupe féminine de l'UEFA 2006-2007                    | FFC Turbine Potsdam            |
| Coupe féminine de l'UEFA 2006-2007                    | FFC Francfort                  |
| Promotions et relégations                             |                                |
| Promus en Frauen-Bundesliga                           | TSV Crailsheim                 |
| Promus en Frauen-Bundesliga                           | VfL Wolfsbourg                 |
| Relégués en 2. Frauen-Bundesliga                      | VfL Sindelfingen               |
| Relégués en 2. Frauen-Bundesliga                      | FSV Francfort                  |

## Statistiques
| Cls | Joueuse                | Club                | Buts |
| --- | ---------------------- | ------------------- | ---- |
| 1   | Conny Pohlers          | FFC Turbine Potsdam | 36   |
| 2   | Inka Grings            | FCR Duisbourg       | 27   |
| 3   | Birgit Prinz           | FFC Francfort       | 20   |
| 4   | Petra Wimbersky        | FFC Turbine Potsdam | 19   |
| 5   | Isabell Bachor         | SC Bad Neuenahr     | 17   |
| 5   | Kerstin Garefrekes     | FFC Francfort       | 17   |
| 5   | Charline Hartmann      | SG Essen-Schönebeck | 17   |
| 5   | Tanja Vreden           | Hambourg SV         | 17   |
| 9   | Anja Mittag            | FFC Turbine Potsdam | 15   |
| 9   | Célia Okoyino da Mbabi | SC Bad Neuenahr     | 15   |
| 9   | Sandra Smisek          | FFC Francfort       | 15   |
| 9   | Shelley Thompson       | FCR Duisbourg       | 15   |